# Le Collier de la reine (jeu)
Pour l’article homonyme, voir Le Collier de la reine.
Le Collier de la reine est un jeu de société créé par Bruno Faidutti et Bruno Cathala en 2003 et édité par Days of Wonder, puis réédité en 2015 par Col Mini or Not.
Pour 2 à 4 joueurs, à partir de 8 ans pour environ 40 minutes.

## Principe général
Le Collier de la Reine est un jeu de cartes dans lequel les joueurs, à tour de rôle, achètent des cartes. Certaines cartes représentent des pierres précieuses, d'autres des personnages aux pouvoirs variés. Trois fois dans la partie interviennent des ventes, durant lesquels les joueurs secrètement misent des pierres précieuses, espérant avoir joué plus d'une pierre que leurs rivaux. C'est donc un jeu de gestion de sa main de cartes, mais aussi un peu un jeu de bluff, dans lequel les coups bas sont aussi fréquents que dans le roman éponyme.